# Kelurahan Bintarajaya
Kelurahan Bintarajaya är en administrativ by i Indonesien.   Den ligger i provinsen Jawa Barat, i den västra delen av landet. Huvudstaden Jakarta ligger i Kelurahan Bintarajaya.